# Sulakyurt
Sulakyurt là một huyện thuộc tỉnh Kırıkkale, Thổ Nhĩ Kỳ. Huyện có diện tích 754 km² và dân số thời điểm năm 2007 là 9427 người, mật độ 13 người/km².